# Moqueur de San Cristobal
Mimus melanotis
Espèce
Statut de conservation UICN

 EN  : En danger
Le Moqueur de San Cristobal (Mimus melanotis) est une espèce d'oiseaux de la famille des Mimidae.
Cet oiseau est endémique de l'île San Cristobal (Galápagos).